# Yunle
Yunle är en köping i östra Kina. Den ligger i Jingde härad i staden Xuancheng i provinsen Anhui, omkring 200 kilometer sydost om provinshuvudstaden Hefei. Antalet invånare är 4 657. Befolkningen består av 2 227 kvinnor och 2 430 män. Barn under 15 år utgör 12,0 %, vuxna 15-64 år 71 %, och äldre över 65 år 16,0 %.